# The Route of All Evil
«The Route of All Evil» (укр. «Маршрут усього лихого») — дванадцята серія третього сезону анімаційного серіалу «Футурама», що вийшла в ефір у Північній Америці 8 грудня 2002 року.
Автор сценарію: Ден Веббер.
Режисер: Браян Шизлі.
Прем'єра в Україні відбулася 8 грудня 2007 року.

## Сюжет
Розчаровані бідним асортиментом наявного в продажу пива, Фрай, Ліла і Бендер вирішують зварити власне пиво, використовуючи корпус Бендера як резервуар для ферментації. У цей час  К'юберт Фарнсворт і  Двайт Конрад повідомляють своїм батькам, —  професору Франсворту і Гермесу — що їх на місяць виключили зі школи. Причиною став прикрий інцидент на уроці фізики: шкільний хуліган Брет Блямба кинув їхні сніданки у створену ними мініатюрну чорну діру. Захищаючись, хлопці посипали Брета сіллю, через що він перетворився на калюжу напіврідкої субстанції, й були покарані тимчасовим виключенням. Залишившись без нагляду, діти цілими днями вештаються в офісі «Міжпланетного експреса» і вигадують для себе різні розваги. За допомогою нового винаходу професора — апарата, який перетворює будь-який голос на його власний — хлопці відправляють команду на фальшиве завдання з доставки піци на вигадану планету Собача Какашка VIII. Після цього батьки наказують їм знайти собі роботу. Двайт і К'юберт створюють транспортну компанію — конкурента «Міжпланетного експреса» — під назвою «Крутий експрес» (англ. Awesome Express). Компанія займається доставкою газет мешканцям «Кленових Кратерів» (місцевості, розташованої в поясі астероїдів, що імітує звичайне американське передмістя), для чого конструюють особливий космічний велосипед-тандем. Незабаром їх визнають «хлопчиками-газетярами року», вони заробляють чималенький капітал, заволодівають офісом і кораблем «Міжпланетного експресу», а також переманюють до себе на найкращі умови Фрая, Лілу й Бендера. Обурені Гермес і професор ідуть геть. Паралельно з цими подіями Бендер «виношує» в собі пиво, поводячись як вагітна жінка, й нарешті «народжує» його.
Зрештою Двайт із К'юбертом потрапляють у халепу: уклавши угоду з неймовірно великою кількістю клієнтів, вони не здатні доставити їм усім газети і просто скидають їх у місячний кратер. У паніці вони прибігають до батьків, благаючи їх допомогти. Професор і Гермес вдало розв'язують проблему. Проте хлопці також зізнаються, що кілька днів тому розбили вікно у будинку Брета Блямби. Батьки пропонують їм вибачитися. Утім, батько Брета містер Блямба не бажає приймати вибачень, і між батьками зав'язується бійка, з якої містер Блямба виходить переможцем. Гермес і професор опиняються в лікарні, сильно скалічені. Батько і син Блямби відвідують їх із вибаченнями, й на знак примирення дорослі дружно п'ють запропоноване Бендером власне пиво. Всі щасливі, крім К'юберта і Двайта, яких наприкінці серії ковтає Брет.

## Виробництво
Початково серія призначалася для демонстрації під час третього сезону «Футурами». Втім, під час виробництва актор Бампер Робінсон, що озвучував Двайта Конрада, переїхав майже на рік до Китаю, через що сталася затримка. Прем'єра серії відбулася 8 грудня 2002 року в рамках п'ятого ефірного сезону.

## Пародії, алюзії, цікаві факти
- Оригінальна назва серії є парафразою відомого виразу «корінь усього лихого то грошолюбство» (лат. radix enim omnium malorum est cupiditas, англ. the love of money is the root of all evil)), що є цитатою з Нового Заповіту (1 Тимофію 6:10).
- На одному з астероїдів, на які К'юберт і Двайт доставляють газети, живе хлопчик, що нагадує Маленького Принца, яким він зображений на авторських ілюстраціях до книжки. Коли Гермес стріляє в нього газетою з кулемета, він зникає в глибинах космосу з криком «Au revoir!» (що являє собою черговий випадок сюжетної непослідовності, адже у світі «Футурами» французька мова є мертвою).
- К'юберт і Двайт постійно грають із пристроєм, що нагадує кишенькову ігрову консоль «GameBoy».
- В одній зі сцен доставки газет, за хлопцями женеться собака, якого ковтає велетенський черв'як із «Зоряних воєн».
- Деякі епізоди серії нагадують відеогру «Paperboy» («Хлопчик-газетяр»).
- Пиво «Кляйн», помітне на полиці в магазині на початку серії, продається у «пляшці Кляйна». Втім, насправді «пляшка Кляйна» є чотиривимірним об'єктом, який не може бути сформованим у трьох вимірах.
- Періодична система елементів на коробці зі сніданком К'юберта містить 107 елементів  — на два менше, ніж було найменовано на момент виробництва серії.

## Особливості українського перекладу
- З діалога Ліли та Бендера під час варіння пива: «Час додати закваску. — В мені житиме справжня істота?»
- Двайт: «Ми вже дорослі: нам дозволяють дивитися „Футураму”!»
- На питання, як він назве своє пиво, Бендер відповідає: «Якщо це буде ель — «Бендербрау», якщо лагер — «Бендервайзер» (пародіюються марки пива «Löwenbräu» і «Budweiser»). В оригіналі пиво отримує назву «Botweiser».
- Колискова, яку Бендер співає своєму пиву: «Спи, мій пивасик, не течи, тато буде пити тебе вдень і вночі».